# Port lotniczy Wotje
Port lotniczy Wotje (IATA: WTE) – port lotniczy zlokalizowany na atolu Wotje, w miejscowości Wotje (Wyspy Marshalla).

## Linie lotnicze i połączenia
- Air Marshall Islands (Likiep, Majuro)